# دفلية

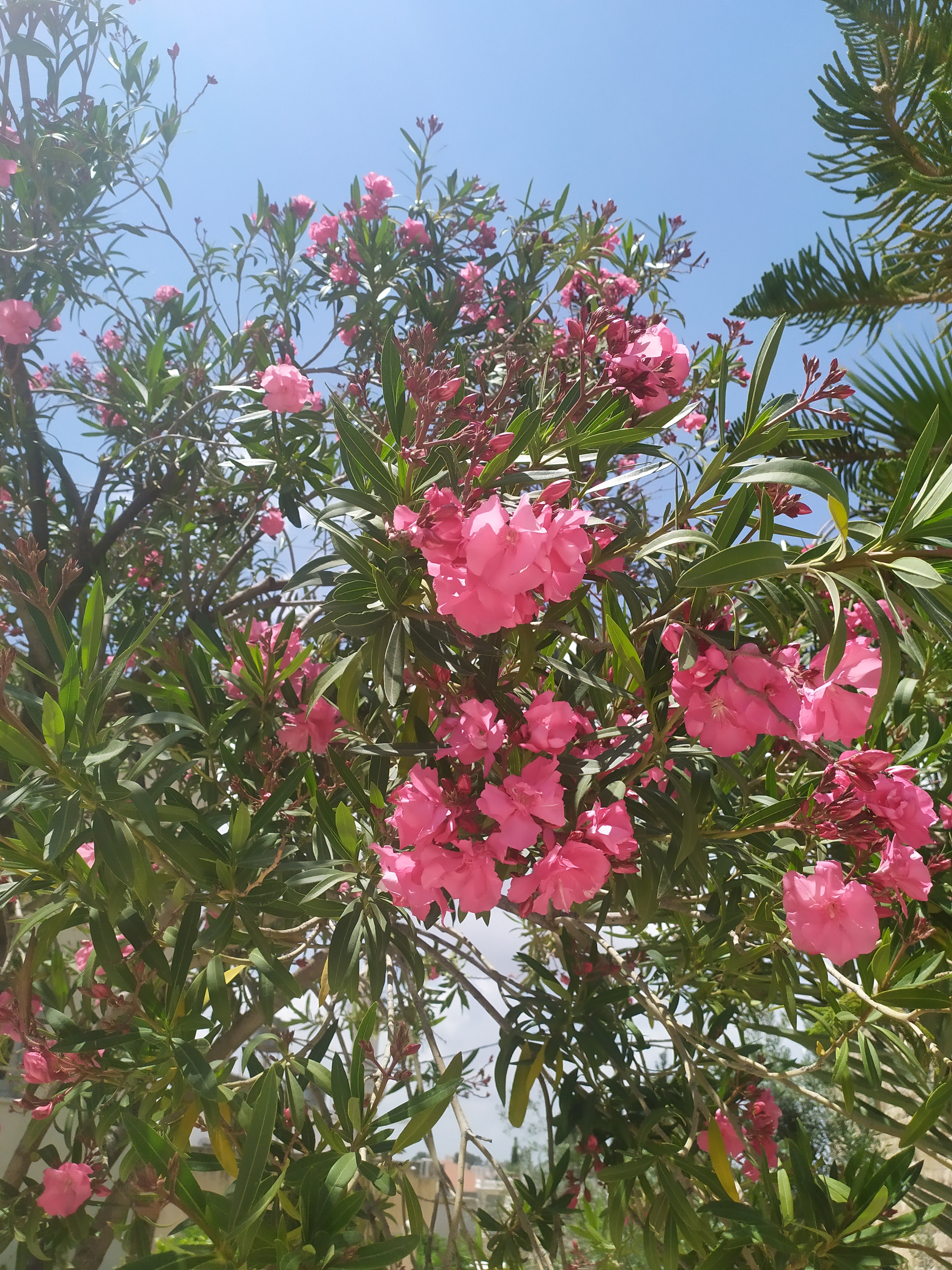
أشجار دفلى في الحدائق

الفصيلة الدفلية أو فصيلة خانق الكلب أو الدفليات (الاسم العلمي: Apocynaceae) هي فصيلة نباتية تتبع رتبة الجنطيانيات من طائفة ثنائيات الفلقة.
وهي فصيلة كبيرة (تضم أكثر من 5000 نوع) تتبعها أجناس كثيرة بينها أشجار وشجيرات وأعشاب من أشهرها الدفلى والصقلاب والعناقية.

## أسر
تحتوي هذه الفصيلة على أربع أسر من النباتات وهي:
- الراولفياوات (بالإنجليزية: Rauvolfioideae)‏
- الخانقاوات (بالإنجليزية: Apocynoidea)‏
- العطفياوات (بالإنجليزية: Periplocoideae)‏
- الزقوماوات (بالإنجليزية: Secamonoideae)‏
- الصقلاباوات (بالإنجليزية: Asclepiadoideae)‏

## أجناس
تحتوي هذه الفصيلة على عدد كبير من الأجناس النباتية (402 جنسا) منها:
- الدفلى
- المديد (باللاتينية: Cynanchum)
- الثبيرة
- الصقلاب
- العناقية
- بكابوديوم
- الزقومية
- العطفة
- عشبة النار